# Laholm
Laholm är en tätort i södra Halland och centralort i Laholms kommun i Hallands län.
Laholm ligger vid ån Lagans utlopp i Laholmsbukten. Laholms stad var både den äldsta, med stadsprivilegier från 1200-talet, och minsta i Halland. 

## Historia

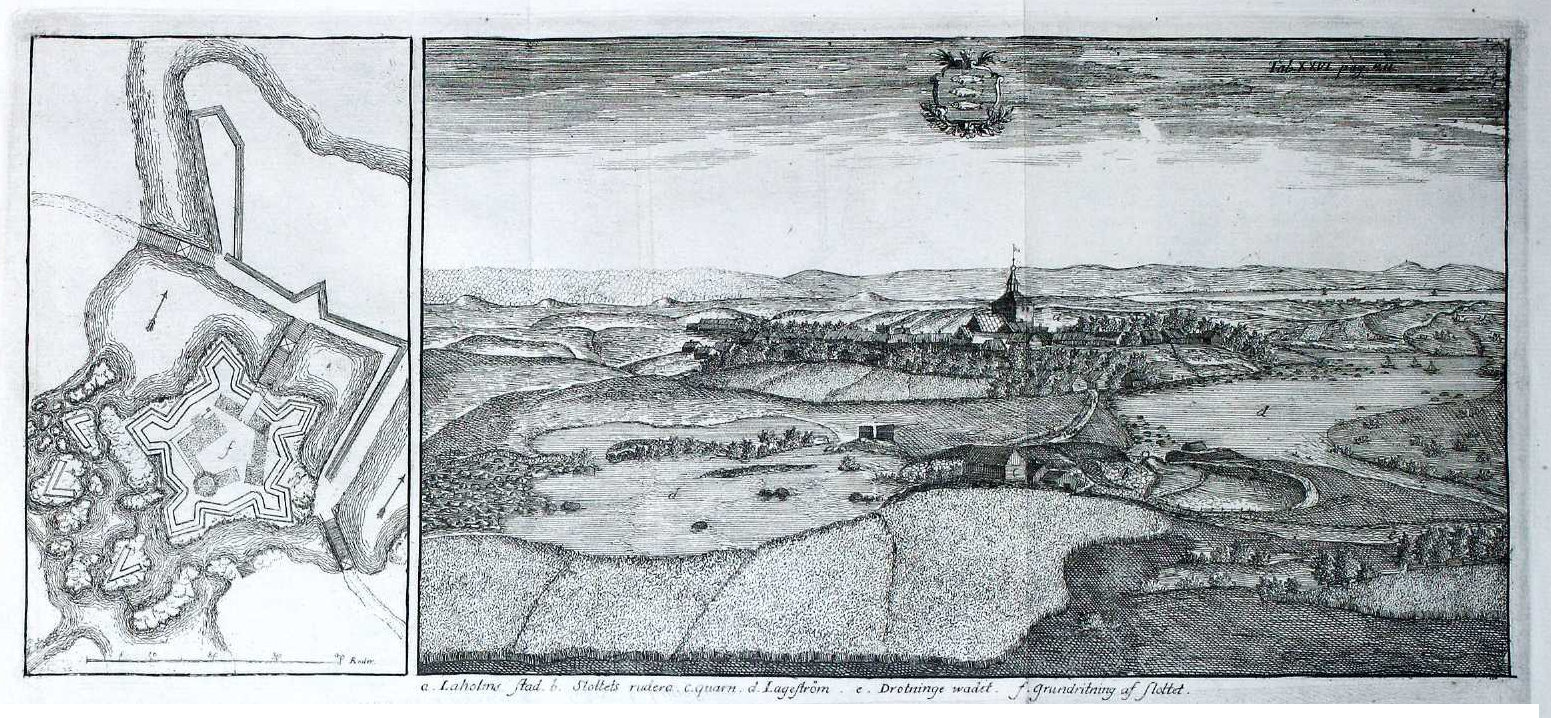
Laholm 1735 i Hallandia antiqua et hodierna 1753.

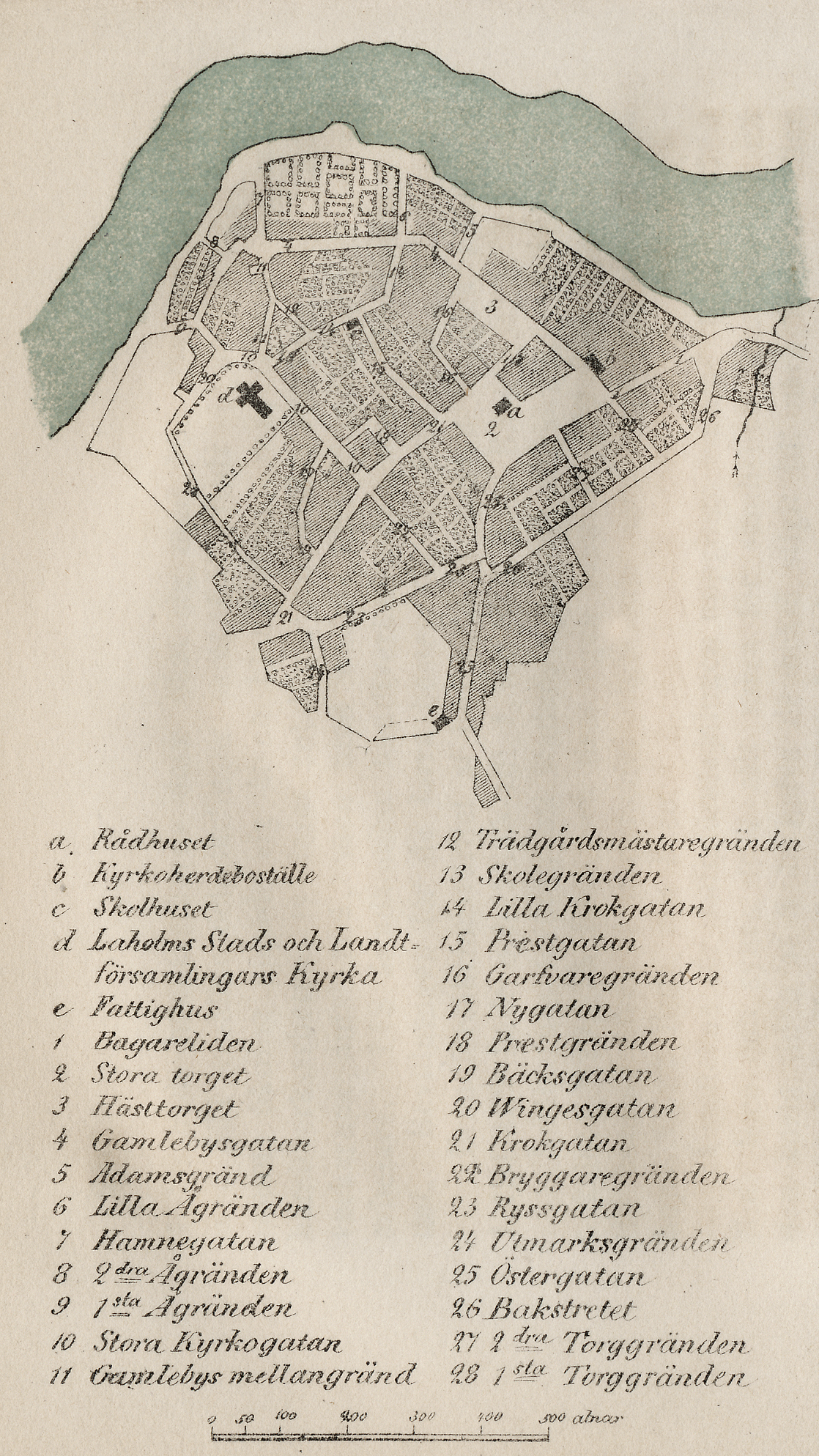
Karta över Laholm på 1850-talet.

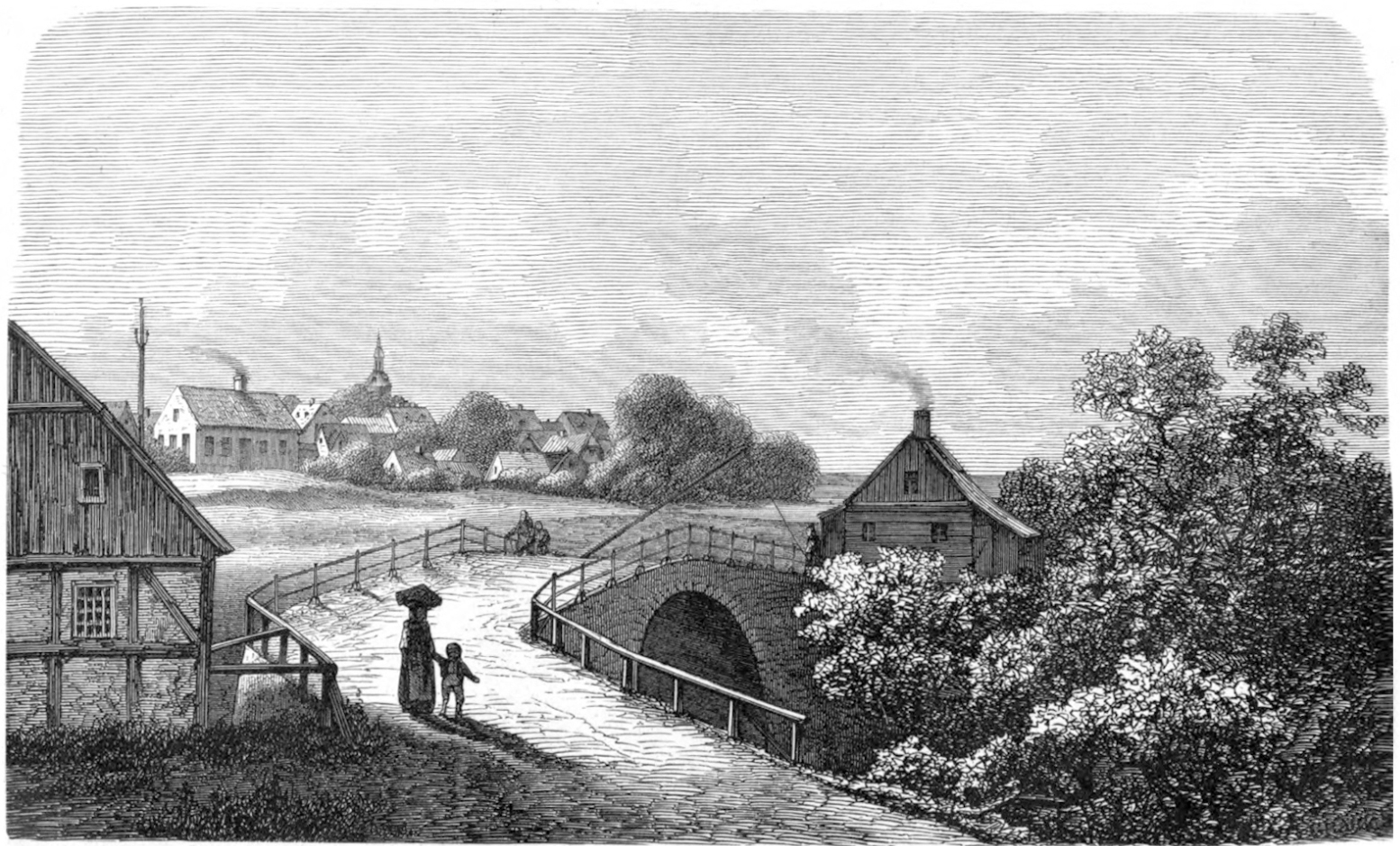
Bron över Lagan med staden i fonden.
Xylografi från 1867.

Man vet genom arkeologiska undersökningar att platsen har varit bebyggd länge, förmodligen  4 000 år. Strax utanför den nutida stadsgränsen ligger ett flertal högar från äldre bronsåldern vid vad som då var ett förmodat vadställe över Lagan. Strax innanför dessa ligger en boplats från järnåldern. Vid stadens nya industriområde Nyby Industriområde ligger också ett flertal gravhögar som man förmodar är från bronsåldern.[källa behövs]
Laholm omtalas redan i Kung Valdemars jordebok, där det antyds att det då förekom handel på platsen, som då var en kungsgård där Lagaholm var uppfört. Som stad kan Laholm dock först beläggas från början av 1300-talet. Ända in på 1700-talet var Laholm beläget vid den enda broövergången över Lagan i Halland.
När de första stadsprivilegierna utfärdades är okänt, men enligt en anteckning i Kristian II:s registratur erhöll man bekräftelse på sina stadsprivilegier 1515, vilket upprepades 1571 och 1676, och erhöll 1557 rättigheter att hålla en frimarknad varje år.

Orten har inte expanderat nämnvärt under senare tid,[källa behövs] men upplevde en mycket turbulent tid under stormaktsårens ständiga nordiska krig. Den skall ha blivit nedbränd vid ett flertal tillfällen under denna period som varade under 1500- och 1600-talen. Vid Karl XIs skattereduktion raserades också fästningen Lagaholm som tidigare legat vid Lagan. Ruinen grävdes ut under mitten av 1900-talet och ett försök till rekonstruering gjordes, men idag utgör ruinen brofundamentet och kraftverksdammen vid Lagan. Stadens siste borgmästare Axel Malmquist införskaffade ett flertal skulpturer till staden för intäkterna från en lokalrevy, Lagaholmsspelen, som periodvis återuppstått under senare år, och vars manus och regi han själv ofta stod för. Under 1960-talet byggdes väg E6 väster om staden. Från urminnes tider fram till dess gick huvudvägen genom Halland genom Laholms tätort.
I staden finns även Sankt Knuts Gille med anor tillbaka till 1200-talets mitt. Gillets sigill utgörs av en medeltida sigillstamp som en gång hittats i jorden på Nybyområdet.
Laholm är känd som en av landets viktigaste krukmakarstäder. Laholmskeramik och Jani keramik var de mest betydande verkstäderna.
Stadens fullmäktige beslutade den 27 september 1940 efter att frågan utretts, att uttalet skall vara Laholm med betoningen på senare leden.

### Administrativa tillhörigheter
Laholms stad ombildades vid kommunreformen 1862 till en stadskommun med mindre delar av bebyggelsen efterhand i Laholms socken/landskommun. 1971 uppgick stadskommunen i Laholms kommun med Laholm som centralort.
I kyrkligt hänseende har Laholm hört till Laholms stadsförsamling som 1972 med Laholms landsförsamling uppgick i Laholms församling.
Orten ingick till 1948 i domkretsen för Laholms rådhusrätt för att därefter till 1971 ingå i Hallands södra domsagas tingslag. Från 1971 till 1975 ingick Laholm i Hallands södra tingsrätts domsaga och orten ingår sedan 1975 i Halmstads tingsrätts domsaga.

### Befolkningsutveckling
| Befolkningsutvecklingen i Laholm 1960–2020 | Befolkningsutvecklingen i Laholm 1960–2020 | Befolkningsutvecklingen i Laholm 1960–2020 | Befolkningsutvecklingen i Laholm 1960–2020 | Befolkningsutvecklingen i Laholm 1960–2020 |
| ------------------------------------------ | ------------------------------------------ | ------------------------------------------ | ------------------------------------------ | ------------------------------------------ |
|                                            |                                            |                                            |                                            |                                            |
| År                                         |                                            |                                            | Folkmängd                                  | Areal (ha)                                 |
| 1960                                       | 1960                                       |                                            | 3 221                                      |                                            |
| 1965                                       | 1965                                       |                                            | 3 565                                      |                                            |
| 1970                                       | 1970                                       |                                            | 3 695                                      |                                            |
| 1975                                       | 1975                                       |                                            | 3 898                                      |                                            |
| 1980                                       | 1980                                       |                                            | 4 586                                      |                                            |
| 1990                                       | 1990                                       |                                            | 5 052                                      | 387                                        |
| 1995                                       | 1995                                       |                                            | 5 610                                      | 407                                        |
| 2000                                       | 2000                                       |                                            | 5 644                                      | 407                                        |
| 2005                                       | 2005                                       |                                            | 5 835                                      | 412                                        |
| 2010                                       | 2010                                       |                                            | 6 150                                      | 466                                        |
| 2015                                       | 2015                                       |                                            | 6 527                                      | 534                                        |
| 2020                                       | 2020                                       |                                            | 6 922                                      | 540                                        |
|                                            |                                            |                                            |                                            |                                            |

## Bebyggelse

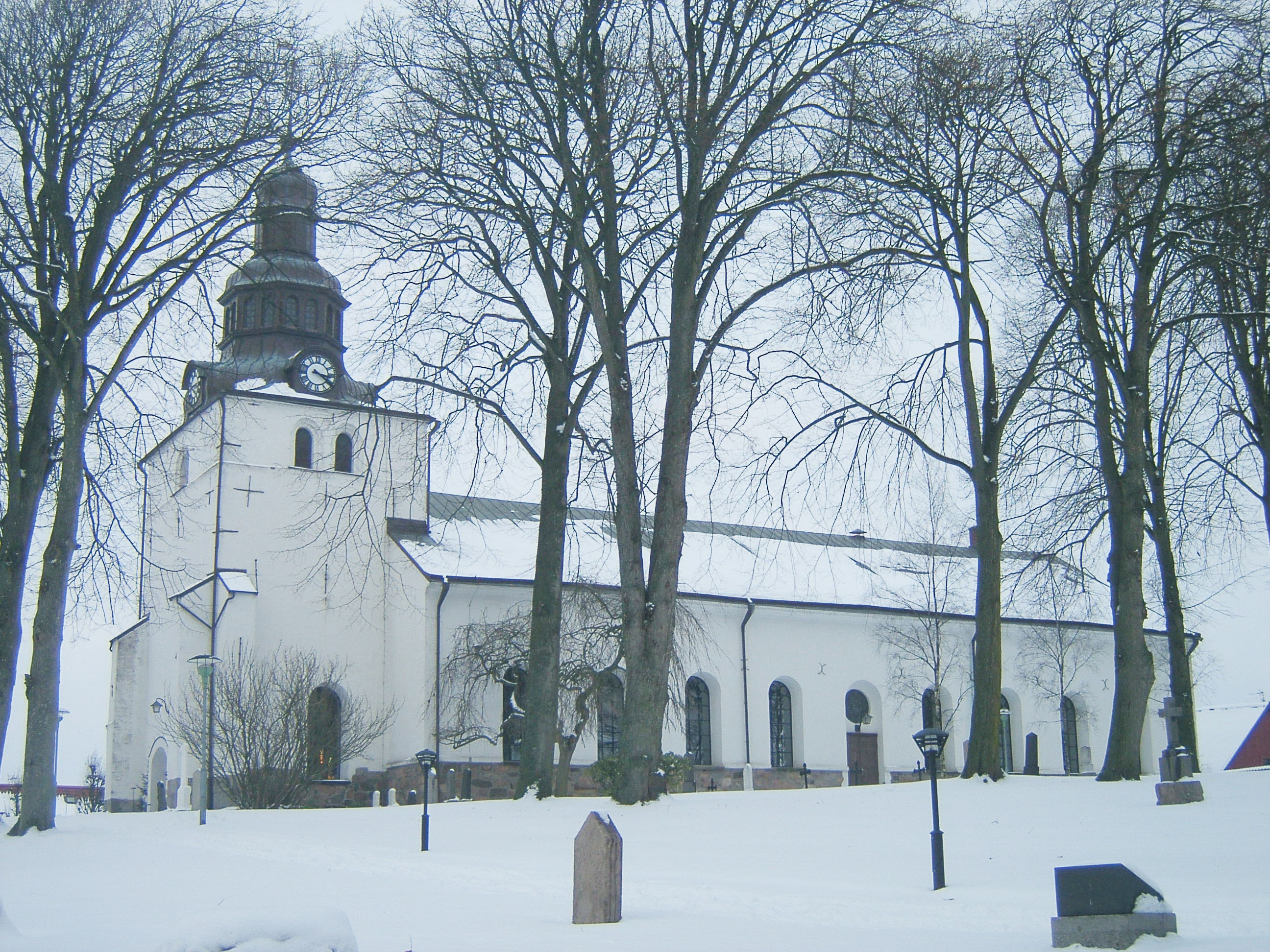
Sankt Clemens kyrka vintern 2005-06.

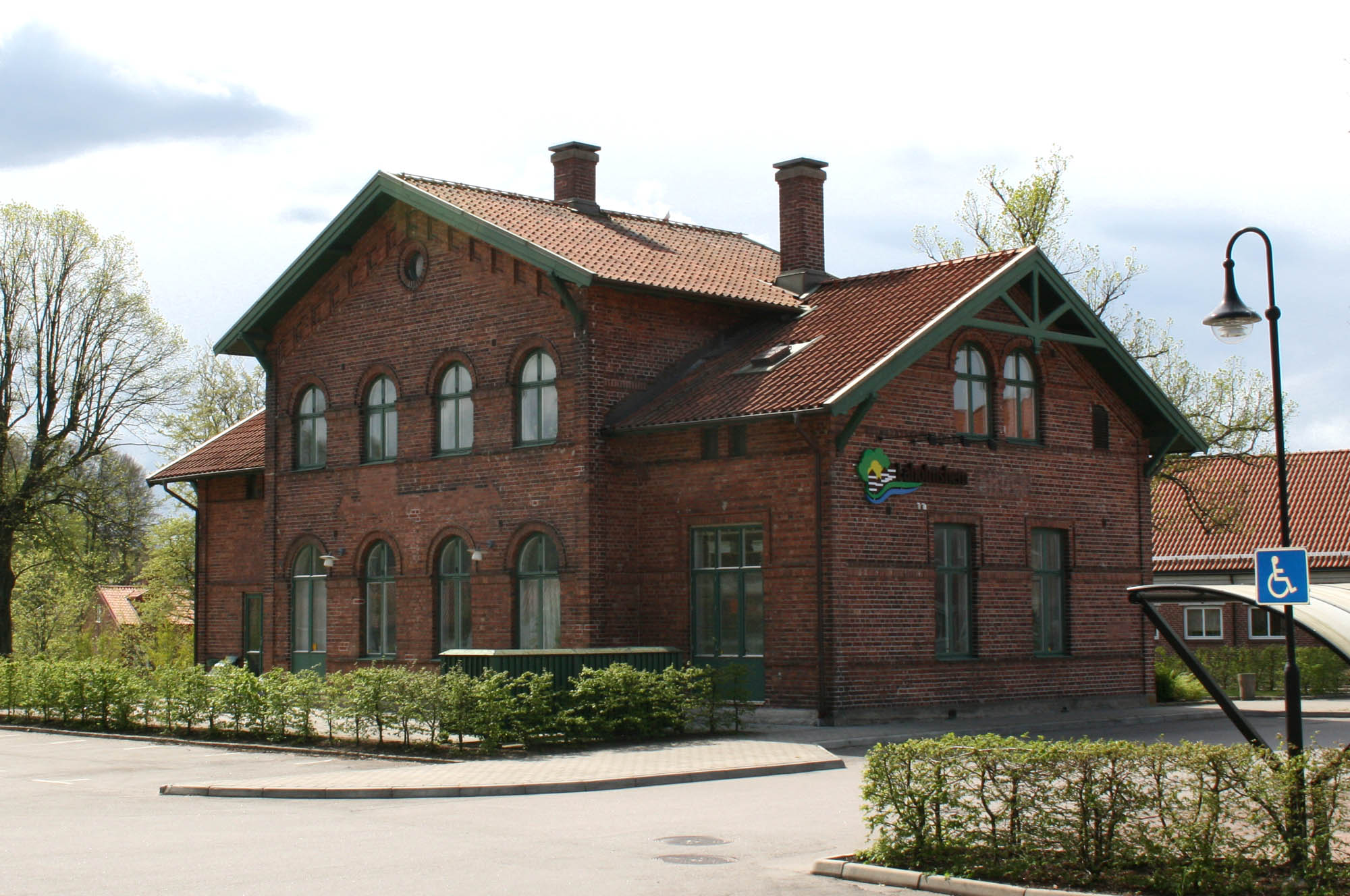
Gamla järnvägsstationen som den såg ut år 2007.

Området omkring Sankt Clemens kyrka i centrala Laholm heter Gamleby och är stadens äldsta del. I det gamla rådhuset på Stortorget finns Stig Blombergs klockspel Riddarspelet (1942) som minner om freden i Laholm år 1278. Stadsmiljön runt rådhuset och Stortorget är idyllisk och består mestadels av byggnader från 1800- och tidigt 1900-tal. Vid Hästtorget ligger bland annat Laholms stadshotell från 1882, teatern från 1913 och funkisbiografen från 1936.
Det nya stadshuset, som byggdes efter den stora kommunsammanslagningen 1972, ligger i samma byggnad som stadsbiblioteket. Den gamla järnvägsstationen utgör idag kontor åt kommunens fastighetsbolag, medan den nya stationen, med smeknamnet "Lilla huset på prärien", är lokaliserad 3 km västerut, halvvägs till grannorten Mellbystrand i och med järnvägens nya sträckning 1996. Den gamla järnvägen och banvallen som gick rakt igenom staden och orsakade buller och bomfällningar har idag rivits ner och gett plats åt ett grönområde, en cykelbro och bostäder i de norra delarna av det tidigare stationsområdet. Ett undantag är den gamla järnvägsbron över kraftdammen vid Lagaholms slottsruin. Busstationen ligger dock kvar vid den gamla järnvägsstationen, även om många bussturer passerar den nya stationen.
Stadens högsta byggnad är Lantmännens gamla silo som ligger i det gamla industriområdet, där man också finner bryggeriet Sofiero som efter ett flertal ägare nu ägs av Kopparbergs Bryggeri. I samma område ligger även företaget DIAB:s lokaler och en stenkast därifrån Nilsson Special Vehicles som bygger limousiner och ambulanser.

## Näringsliv
Största företaget på orten är DIAB AB som tillverkar divinycellplast.

### Bankväsende
Laholms sparbank grundades 1857 och är alltjämt en fristående sparbank. Under 1970- och 1980-talet tog den över mindre sparbanker i kringliggande socknar.
Hallands enskilda bank hade ett kontor i Laholm sedan 1800-talet. Denna bank övertogs 1905 av Göteborgs bank, som sedermera blev en del av Nordea. Senare tillkom ett kontor för Ängelholms landtmannabank som skulle uppgå i Skandinaviska kreditaktiebolaget (nuvarande SEB). En annan kortlivad bank med kontor i Laholm var Hallands lantmannabank, som togs över av Nordiska Handelsbanken, som blev Göteborgs handelsbank, som under 1926 överlät kontoret till Göteborgs bank. Även Skånska banken hade ett kontor i Laholm som togs över av Handelsbanken 1990.
Av storbankerna var Nordea först att lämna Laholm, följt av SEB som stängde den 1 juli 2016. I mars 2021 stängde även Handelsbanken, varefter sparbanken hade ortens enda bankkontor.

## Utbildning
Gymnasieskolan, som har fått namnet Osbecksgymnasiet efter Carl von Linnés lärjunge Per Osbeck, är belägen i närheten av riksväg 24 som går genom staden. Sedan 2017 är Osbecksgymnasiet en del av Campus Laholm. 

## Kommunikationer

### Vägar
Riksväg 15 går norr om Laholm, dock ej genom orten. Riksväg 24 går i princip rakt igenom orten i östvästlig riktning. Utöver detta passerar E6/E20 (de två har gemensam sträckning här) i nordsydlig riktning strax väster om Laholm.

### Lokaltrafik
Hallandstrafiken bedriver flera linjer i Laholm, bland annat flera linjer till och från Halmstad.

### Järnvägar
Laholm har en järnvägsstation utmed Västkustbanan.

## Smeknamn
"Laputa", alternativt "Laputa Grushåla", är ett förekommande smeknamn på Laholm. Det figurerar bland annat i namnet på ett lokalt popband (Laputa Live) och division III-laget i bordtennis, Laputa PPP (numera Laholms BTK Serve B), andralaget hos Laholms BTK Serve. Laputa heter den flygande ön i Jonathan Swifts roman Gullivers resor (1726), och smeknamnet har använts i både humoristiskt och nedsättande syfte. En teori är att smeknamnet uppstod vid tiden när "glade Wille" (Wilhelm Appelqvist) var borgmästare i staden (1903–1923), då ämbetet enligt uppgift sköttes oftare från Stadshotellets punschveranda än från Rådhuset. Ett av de tidigaste beläggen för smeknamnet är en insändare i Hallandsposten den 28 juli 1920, i vilken signaturen LEON benämner Laholm som "Laputa".

## Sevärdheter

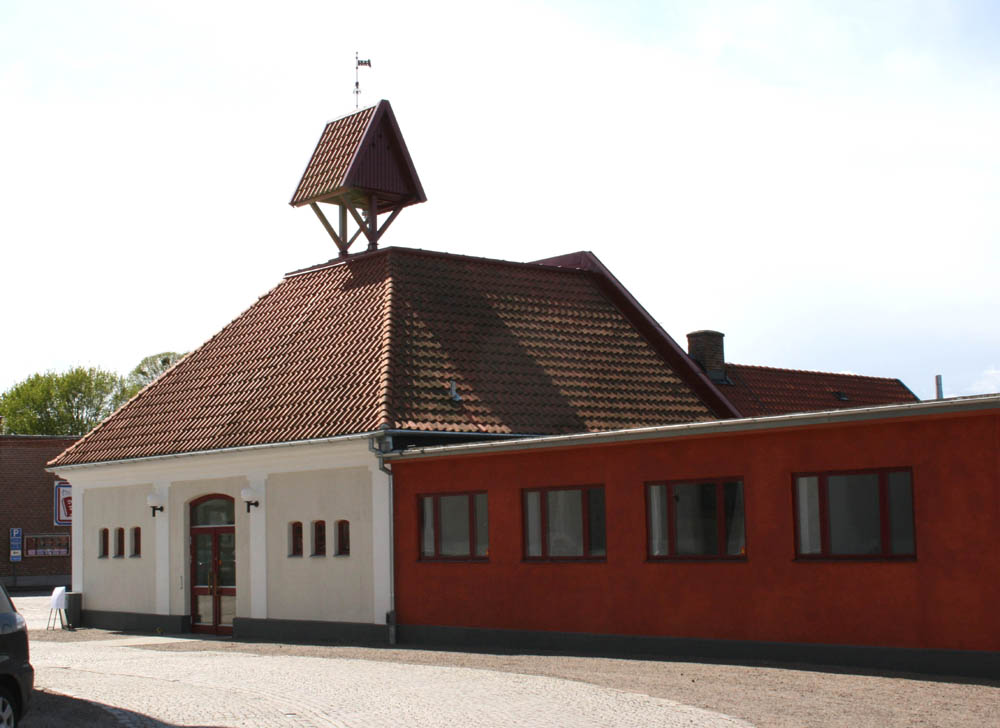
Teckningsmuseet

Laholm kallas för "den lilla staden med de stora konstverken". I stadskärnan finns över trettio offentliga konstverk.
- Gamleby, den medeltida stadskärnan
- Ångslupen Lagaholm
- Laholms kyrka, S:t Clemens kyrka, från 1225
- Lagaholms slottsruin
- Teckningsmuseet i Laholm
- Laholms keramikmuseum
- Lagan
- Gamla krukmakeriet
- Stadsparken

### Naturreservat
Inom den historiska Laholms stads område finns det tätortsnära Såghuslunds naturreservat som ingår i EU-nätverket Natura 2000.

## Sport
Det finns ett antal idrottsföreningar med olika inriktning som har Laholm som bas. Bland dessa kan nämnas:
- Laholms FK - fotboll
- Laholms IF - friidrott/orientering
- Laholms BTK Serve - bordtennis
- HK Hök - handboll/volleyboll/rugby
- BK Västan - badminton
- Laholms RF - ryttarförening
- Laholms IBK - Innebandyförening
- Hawkhills biketrial - Cykel trial

## Kända personer
En lokal kändis är den tidigare domaren i tv-programmet På spåret och deckarförfattaren Björn Hellberg som har förärats med att få en gata döpt efter sig, Hellbakken (en förnorskning av författarens namn). Andra kända personer med anknytning till orten är Tommy Svensson, Janne Andersson, Johannes Brost, Gudrun Brost, filmskaparen Nore Norold, artisten Laila Adèle, fysikern Hans-Uno Bengtsson, Amnesty-aktiva Bo Lindblom och sångerskan Siv-Inger Svensson. En lokalt känd person som haft stort inflytande på staden är borgmästaren Axel Malmquist.

## Bilder

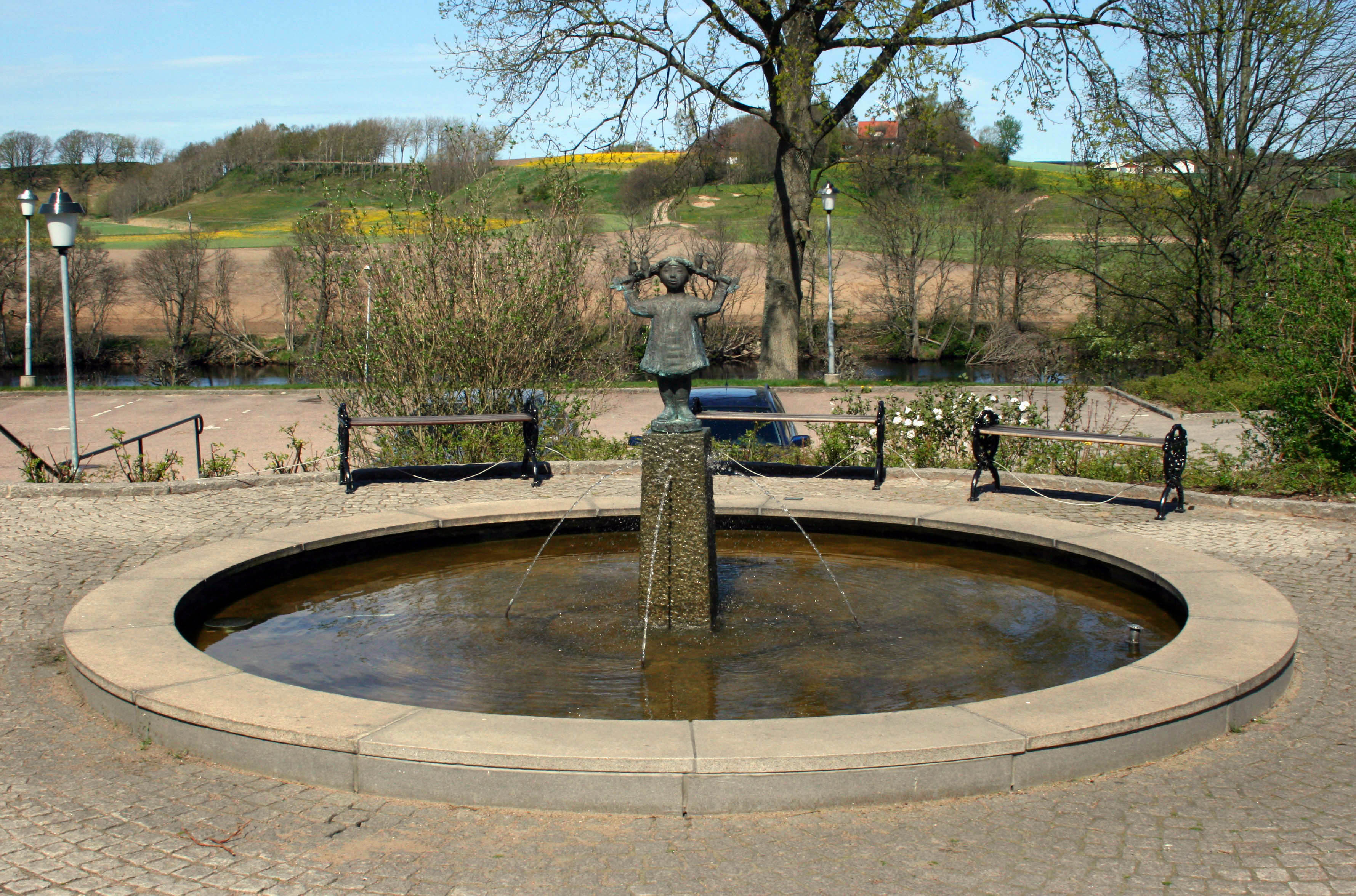
En av stadens fontäner/konstverk
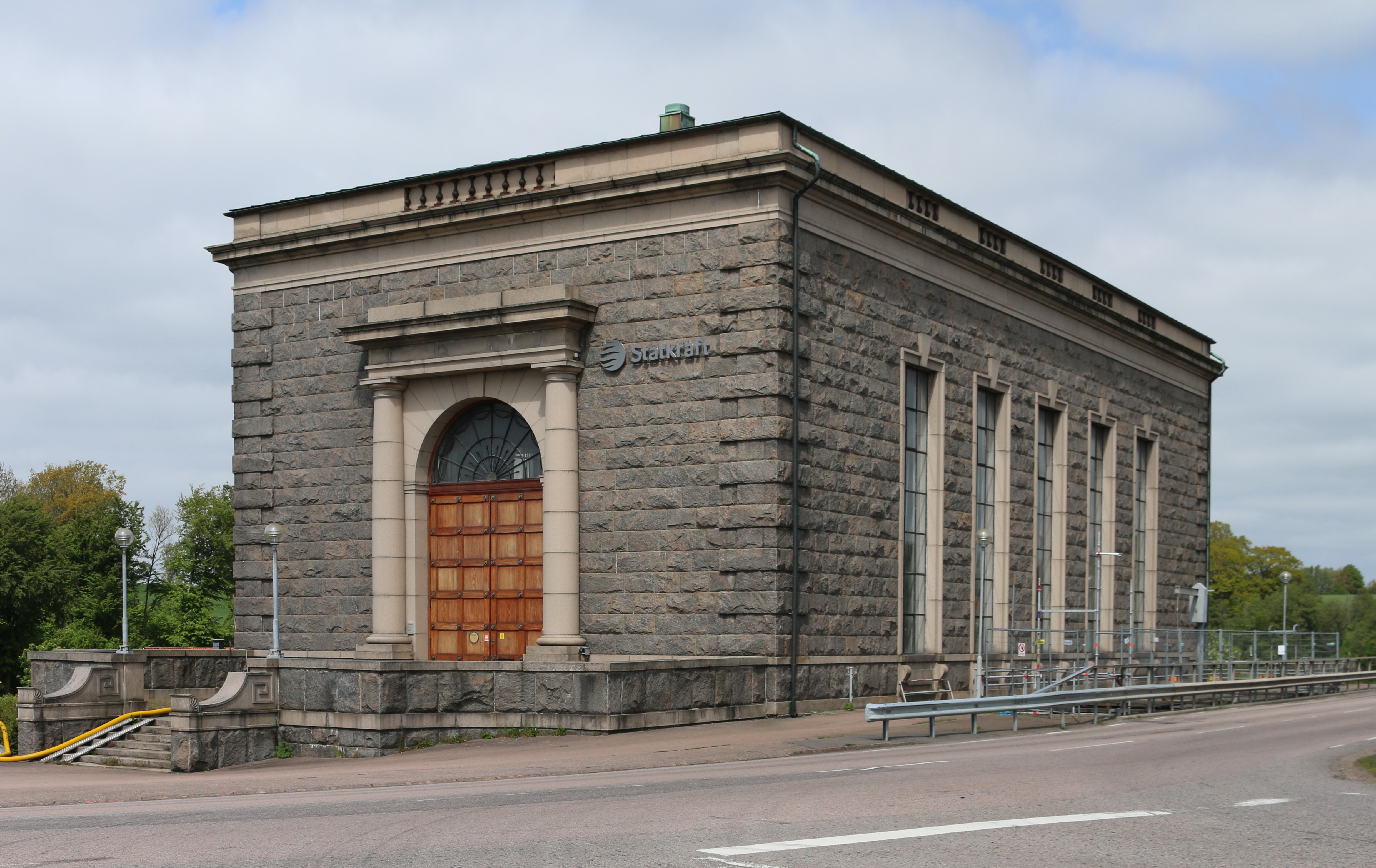
Kraftverket Lagaholm
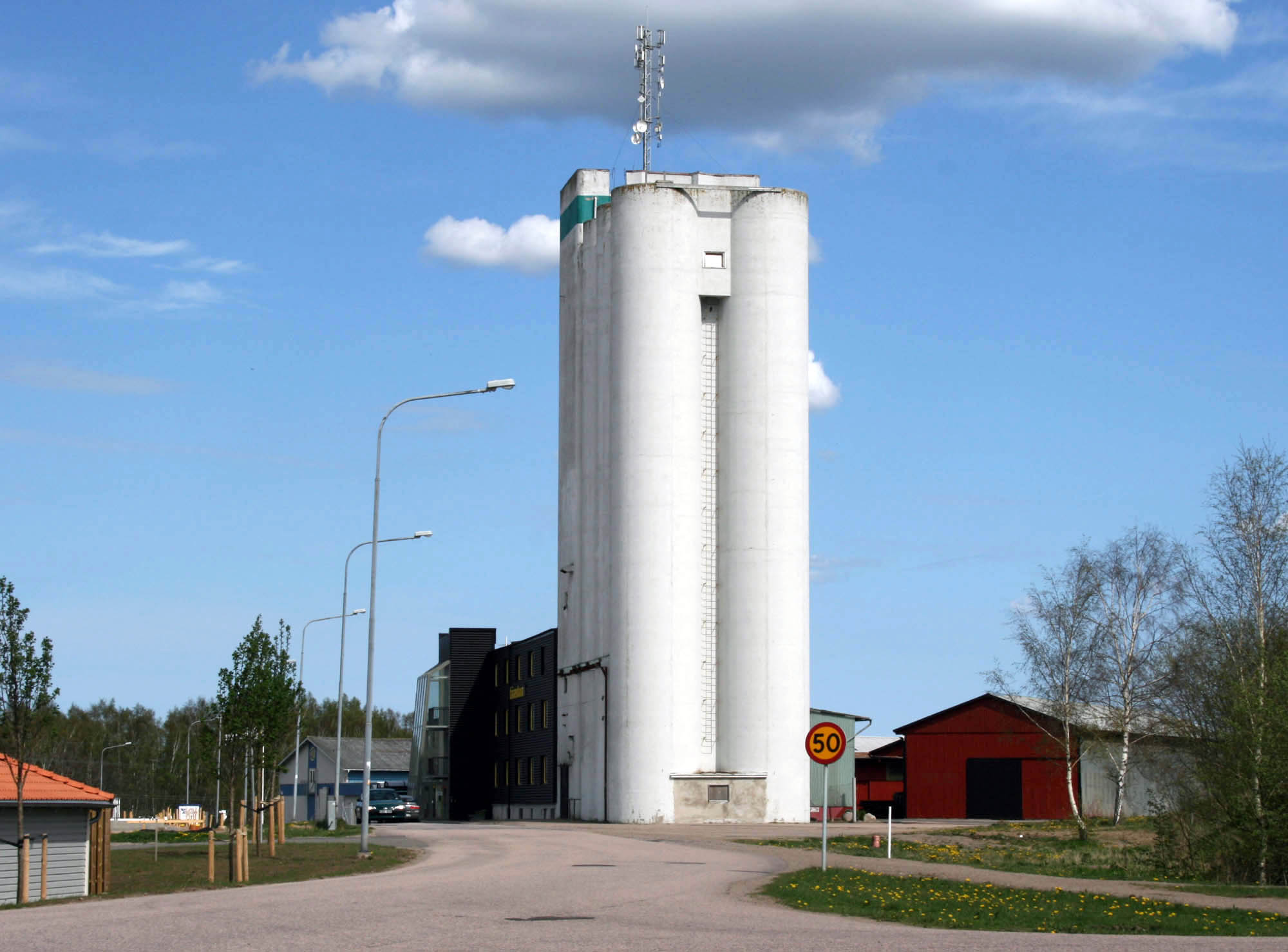
Lantmännens gamla silo vid Järnvägsgatan
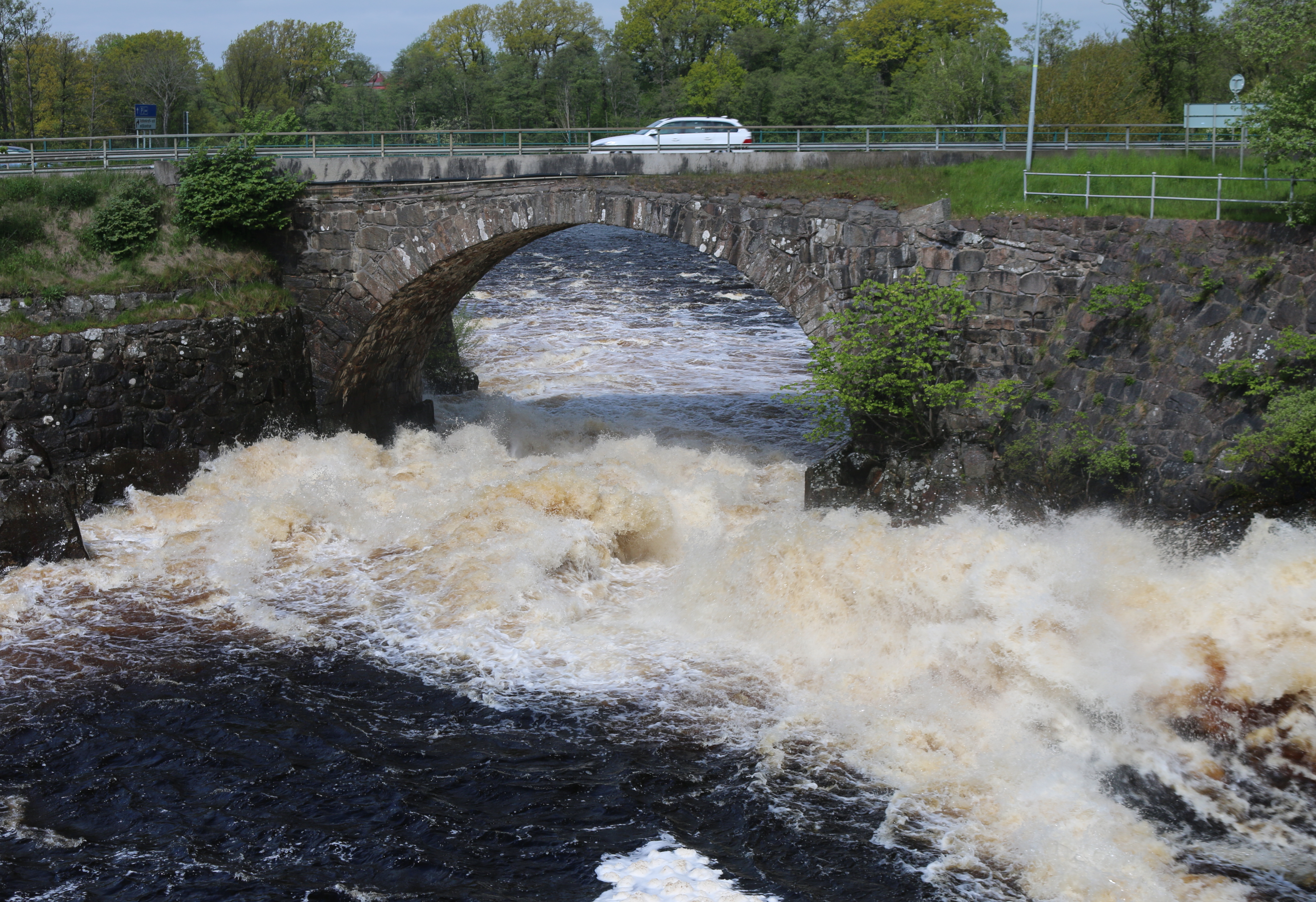
Gammal bro vid Lagaholm
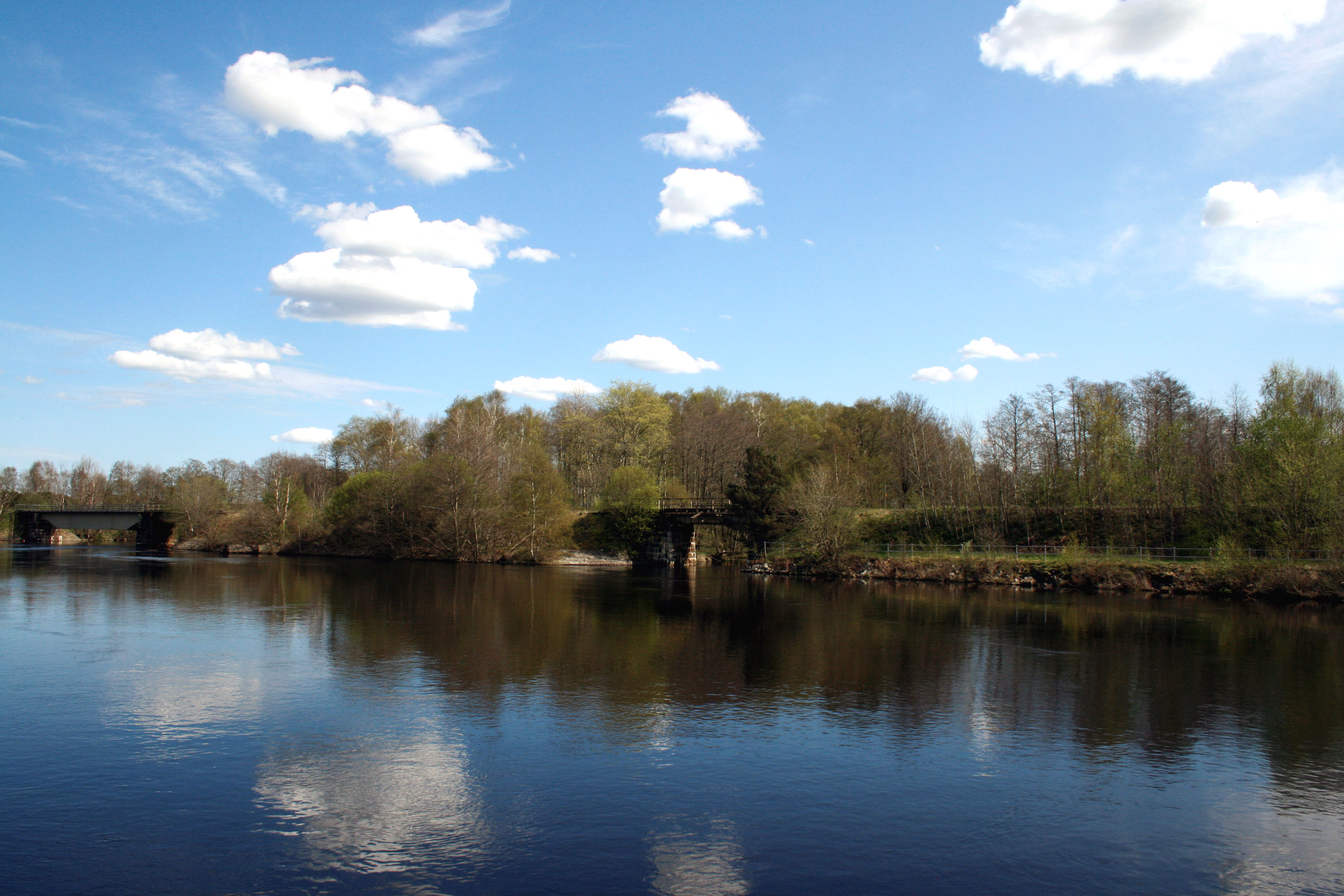
Gammal järnvägsbro vid Lagaholm
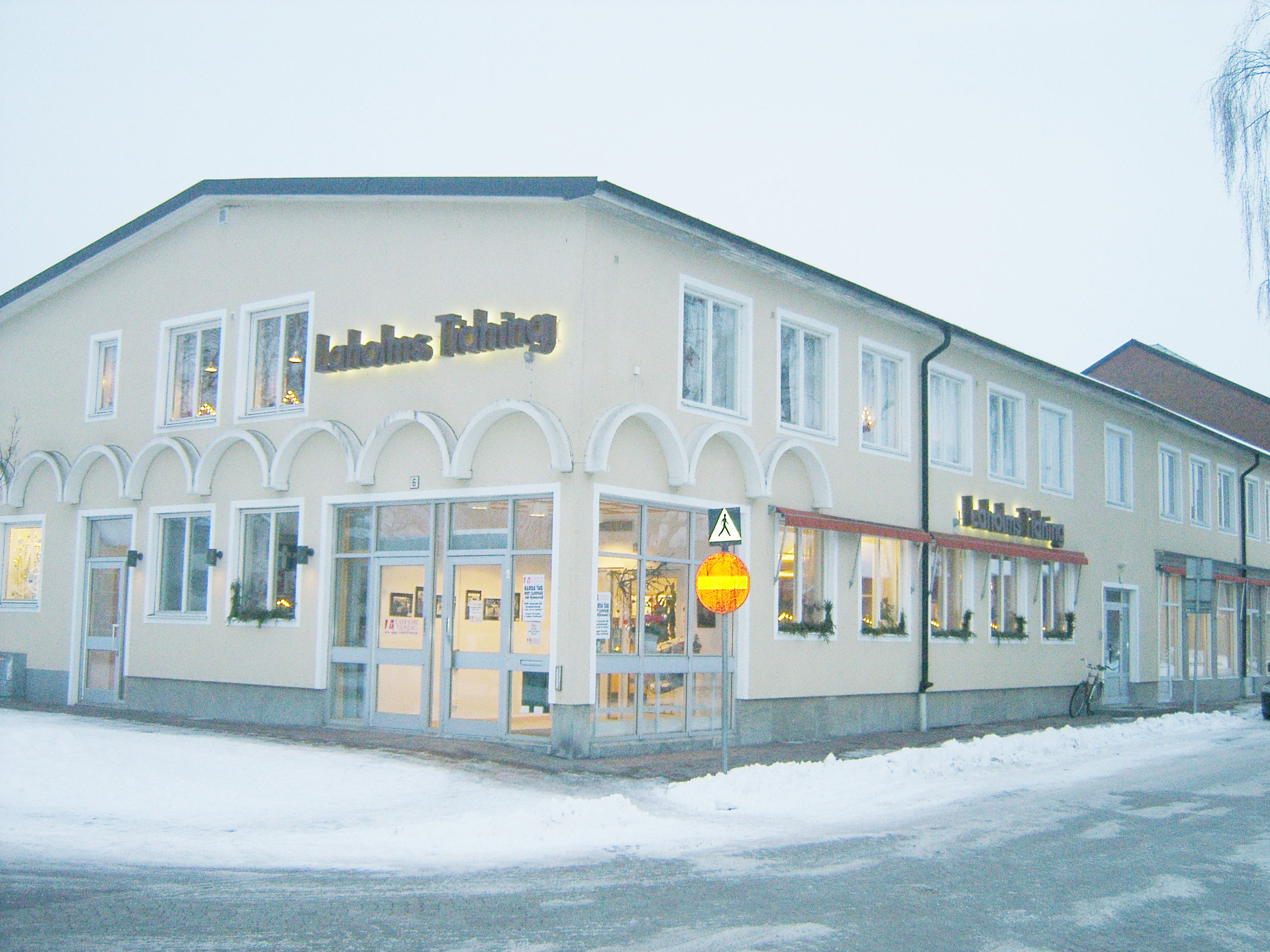
Laholms tidnings gamla kontor
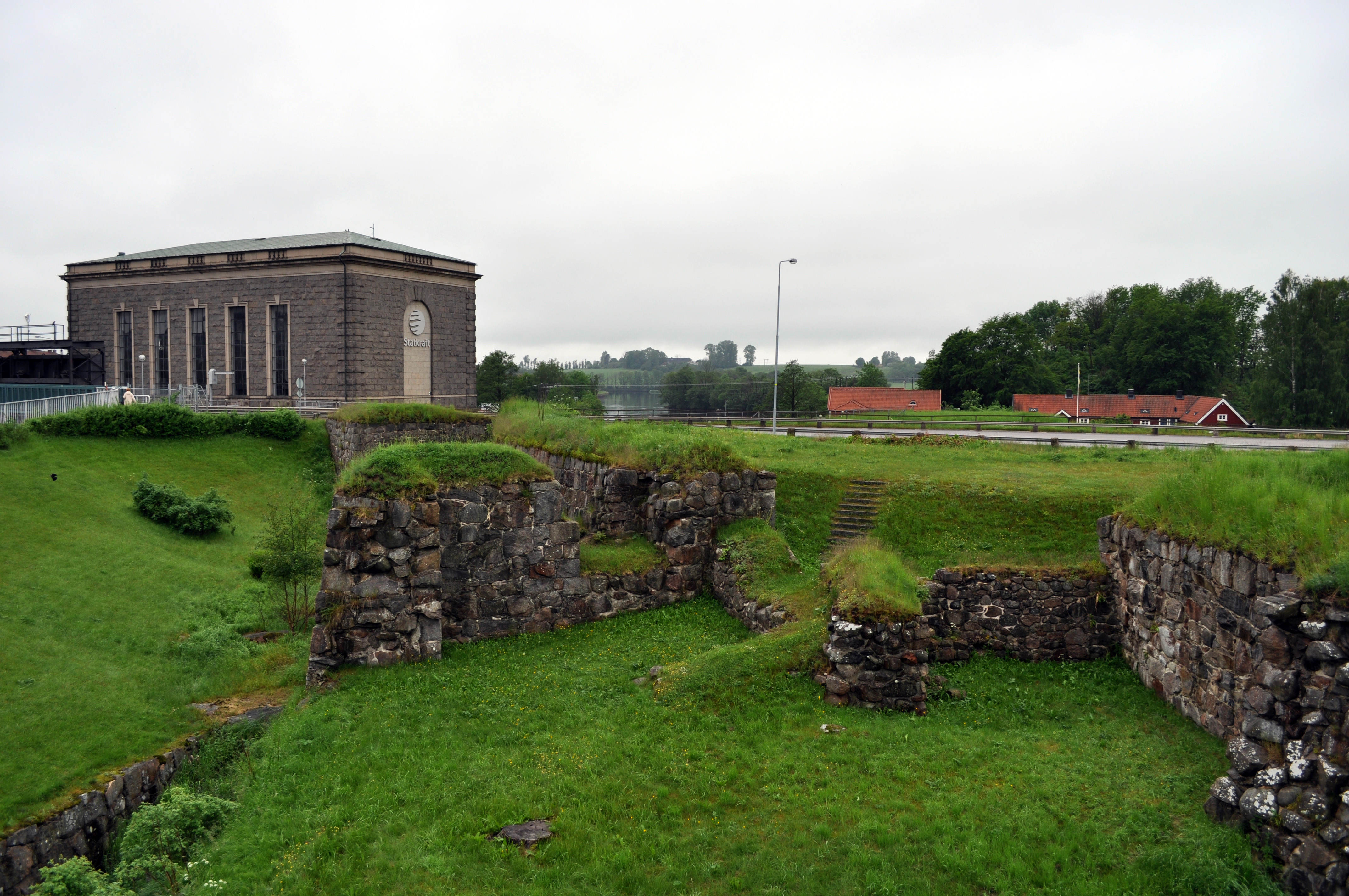
Lagaholms slottsruin
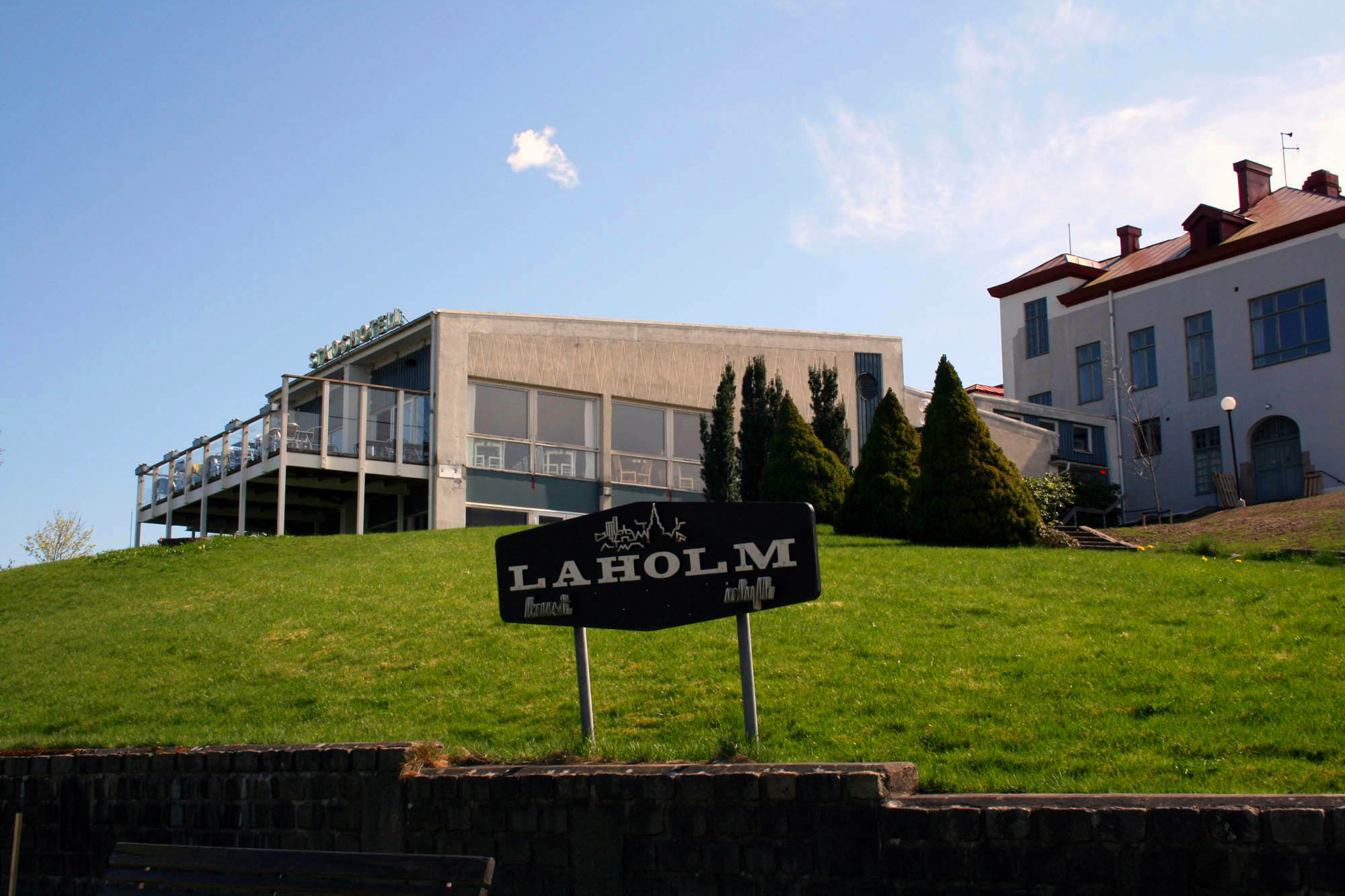
Stadshotellet och restaurang Gröna Hästen
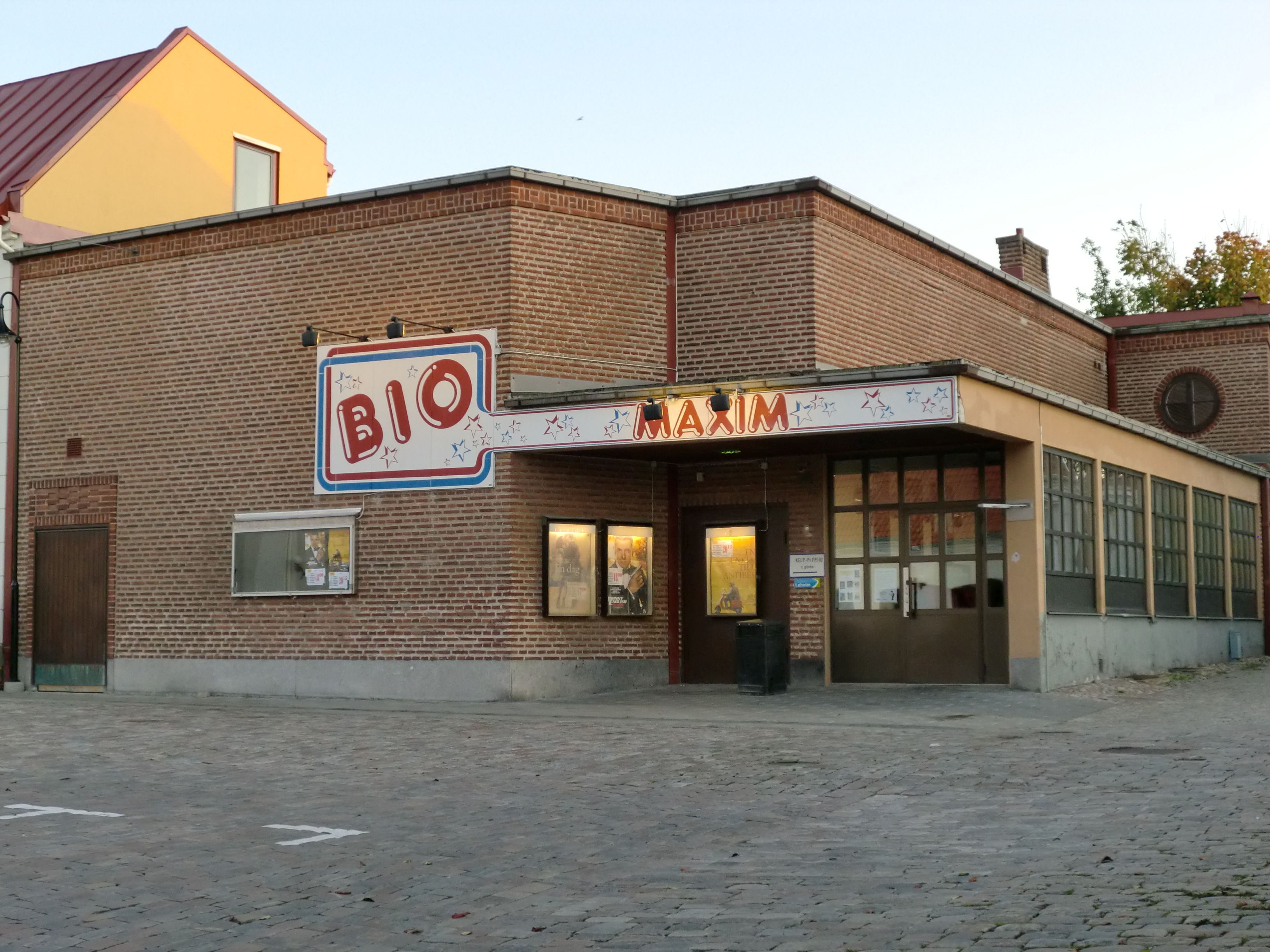
Biograf Maxim
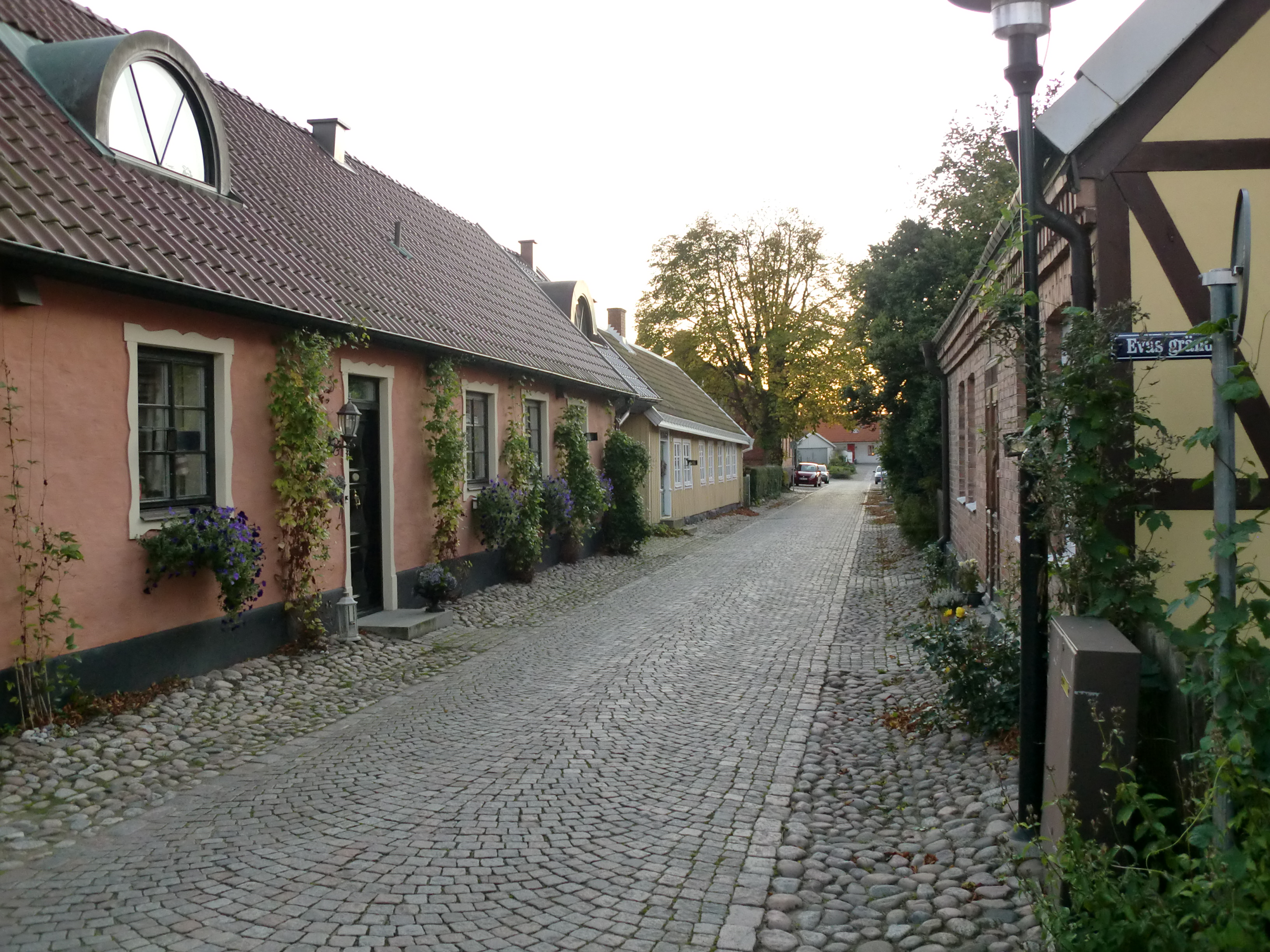
Gata i Gamleby
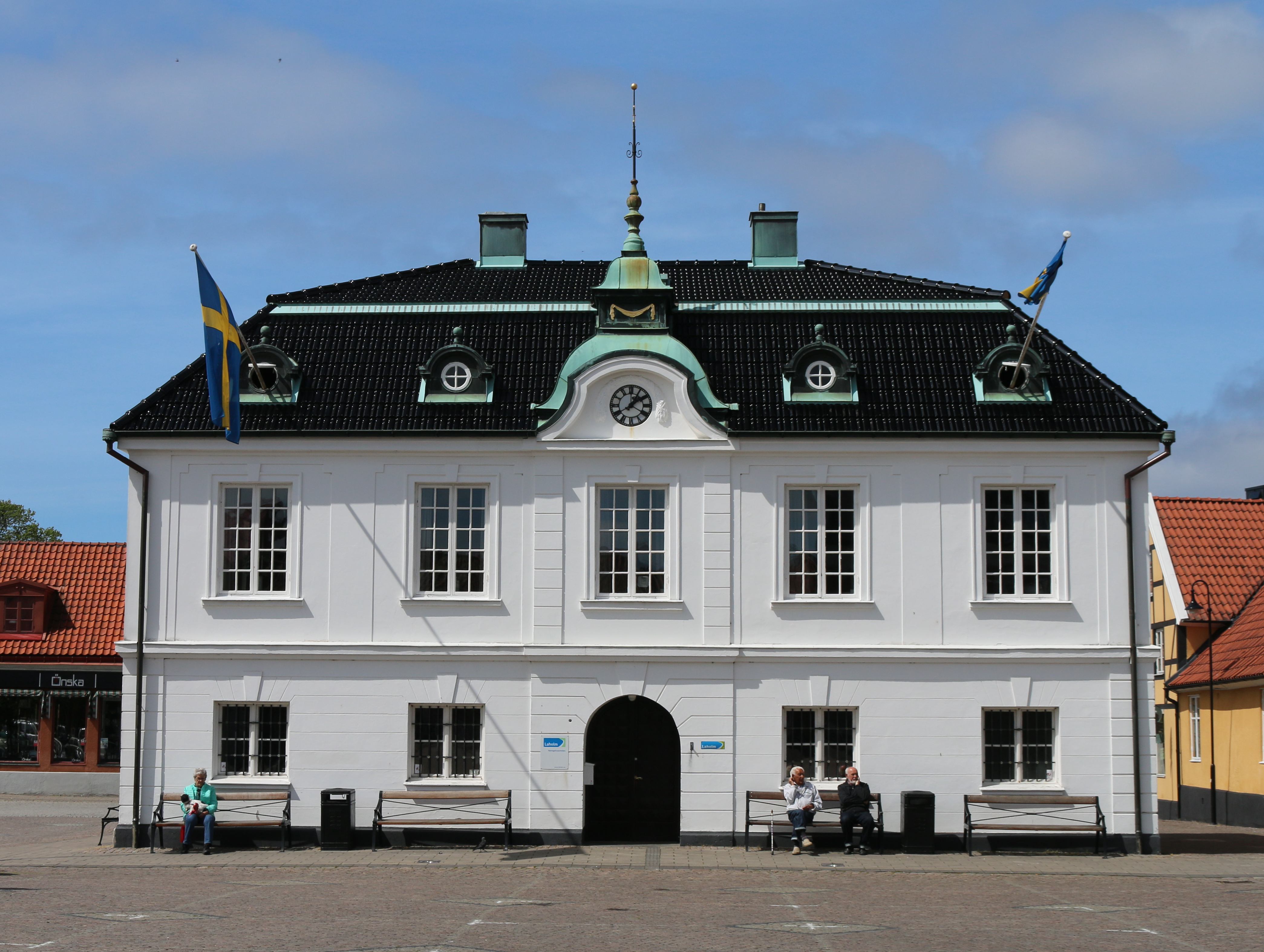
Laholms rådhus
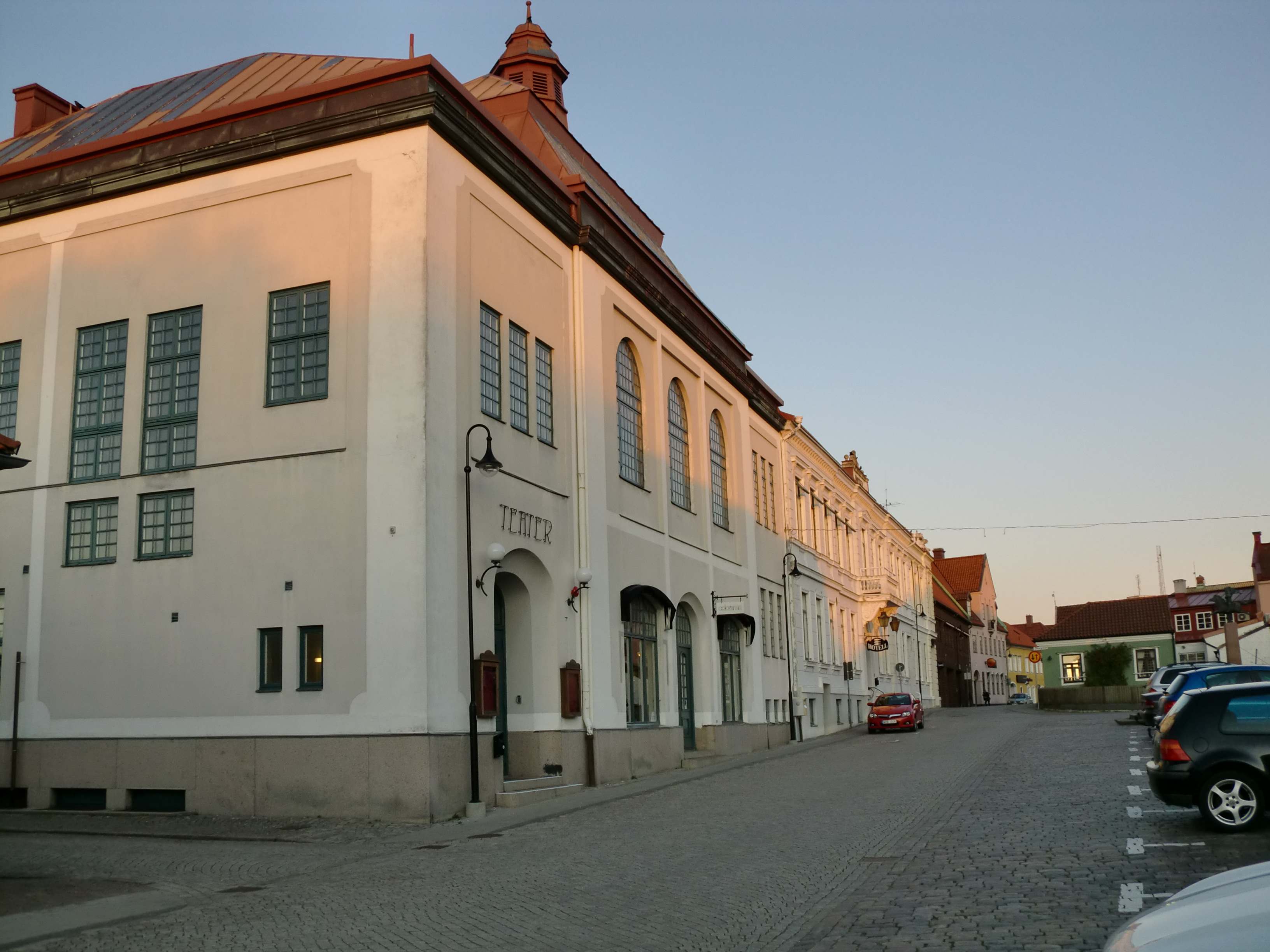
Laholms teater och stadshotell